# جف مورو
جف مورو (انگلیسی: Jeff Morrow؛ ‏ ۱۳ ژانویهٔ ۱۹۰۷ – ۲۶ دسامبر ۱۹۹۳) بازیگر اهل ایالات متحده آمریکا بود.
از فیلم‌ها یا برنامه‌های تلویزیونی که وی در آن نقش داشته‌است، می‌توان به ردا و یاران اشاره کرد.